# Giulia Louise Steigerwalt
Giulia Louise Steigerwalt (Houston, 13 aprile 1982) è un'attrice, regista e sceneggiatrice italiana con cittadinanza statunitense.

## Biografia
Laureata in filosofia con lode, ha conseguito il master in Film Art Management alla facoltà di economia dell'Università di Roma. Nel 2014 ha ottenuto il certificate in Feature Film Writing presso la UCLA di Los Angeles.
Nel 1999 ha debuttato sul grande schermo come protagonista del film diretto da Gabriele Muccino, Come te nessuno mai. Tra gli altri film in cui ha recitato, L'ultimo bacio, anch'esso diretto da Muccino, e Mari del sud, regia di Marcello Cesena, entrambi del 2001, Sotto il sole della Toscana (2003), regia di Audrey Wells e Come tu mi vuoi (2007), diretto da Volfango De Biasi.
Da segnalare anche la partecipazione alla miniserie tv Lo zio d'America, regia di Rossella Izzo, e a Noi due (2008), regia di Massimo Coglitore, film tv, in cui è protagonista insieme a Federico Costantini.
Nel 2008 è ritornata sul grande schermo con il film Si può fare, regia di Giulio Manfredonia, che è stato presentato fuori concorso al Festival Internazionale del Film di Roma. Il cast ha ricevuto una menzione speciale dall'associazione L.A.R.A. 
Nel 2009 è stata scritturata nel film Iago, regia di Volfango De Biasi e nel 2011 nella pellicola Oltre il mare, regia di Cesare Fragnelli.
A partire dal 2012 si è dedicata anche all'attività di sceneggiatrice. Nel 2022 ha debuttato alla regia con il lungometraggio Settembre, per il quale ha vinto il David di Donatello per il miglior regista esordiente. Nel 2024 ha diretto il suo secondo film, Diva Futura, in cui racconta dell'omonima agenzia di produzione, specializzata in film erotici e pornografici, fondata da Riccardo Schicchi, che nel film è interpretato da Pietro Castellitto.

## Vita privata
È sposata con il regista e produttore Matteo Rovere.

## Filmografia

### Attrice

#### Cinema
- Come te nessuno mai, regia di Gabriele Muccino (1999)
- L'ultimo bacio, regia di Gabriele Muccino (2001)
- Mari del sud, regia di Marcello Cesena (2001)
- Il corridoio, regia Vittorio Badini Confalonieri - cortometraggio (2002)
- Volesse il cielo!, regia di Vincenzo Salemme (2002)
- Paz!, regia di Renato De Maria (2002)
- Prima dammi un bacio, regia di Ambrogio Lo Giudice (2003)
- Sotto il sole della Toscana (Under the Tuscan Sun), regia di Audrey Wells (2003)
- Come tu mi vuoi, regia di Volfango De Biasi (2007)
- The Eternal City, regia di Arianna De Giorgi e Jason Goodman (2008)
- Si può fare, regia di Giulio Manfredonia (2008)
- Iago, regia di Volfango De Biasi (2009)
- Risorse Umane (fresche di giornata), regia Marco Giallonardi - cortometraggio (2010)
- Ragazzi, regia di Cesare Fragnelli (2010)
- Oltre il mare, regia di Cesare Fragnelli (2011)
- Il giorno più bello, regia di Vito Palmieri (2016)

#### Televisione
- Le ragioni del cuore, regia di Anna Di Francisca, Luca Manfredi e Alberto Simone – miniserie TV (2002)
- Lo zio d'America, regia di Rossella Izzo – miniserie TV (2002)
- Le stagioni del cuore – serie TV (2004)
- Una famiglia in giallo – serie TV (2005)
- Lo zio d'America 2, regia di Rossella Izzo – miniserie TV (2006)
- Il vizio dell'amore – serie TV (2006)
- Noi due, regia di Massimo Coglitore – film TV (2007)
- Il signore della truffa – miniserie TV (2011)
- Il tredicesimo apostolo – serie TV, episodio 1x07 (2012)

### Sceneggiatrice
- Fiabeschi torna a casa, regia di Max Mazzotta (2013)
- Zio Gianni – serie TV (2015-2016)
- Moglie e marito, regia di Simone Godano (2017)
- Croce e delizia, regia di Simone Godano (2019)
- Il campione, regia di Leonardo D'Agostini (2019)
- Marilyn ha gli occhi neri, regia di Simone Godano (2021)
- Settembre, regia di Giulia Steigerwalt (2022)
- Diva Futura, regia di Giulia Steigerwalt (2024)

### Regista
- Settembre (2022)
- Diva Futura (2025)

## Opere

### Romanzi
- E se fosse possibile?, Reggio Emilia, Aliberti Editore, 2010, ISBN 9788874245642.

## Riconoscimenti
- David di Donatello
  - 2023 – Miglior regista esordiente per Settembre

- Nastro d'argento
  - 2022 – Miglior regista esordiente per Settembre

- Festival internazionale del cinema di Salerno
  - 2007 – Premio all'interpretazione per Noi due